# Beriev Be-2500
O Beriev Be-2500 Neptun (Círilico: Бериев Бе-2500 Нептун) é uma aeronave projectada para transporte anfíbio extremamente pesado desenvolvido pela Beriev, podendo operar simultaneamente como um jacto de alta altitude, ou um Ecranoplano. Foi projetado para carregar 2.500 toneladas metricas.
Quando entrar em serviço, passará a ser a maior aeronave no mundo, passando outro gigante, Antonov An-225.